# Odontognophos scopulata
Odontognophos scopulata là một loài bướm đêm trong họ Geometridae.